# Dédée d'Anvers
Pour plus de détails, voir Fiche technique et Distribution.
Dédée d'Anvers est un film français réalisé par Yves Allégret, sorti en 1948.

## Synopsis
Dédée, prostituée, travaille au Big Moon, un bar à marins tenu par Monsieur René dans la zone portuaire d'Anvers. Elle vit sous la coupe de Marco, portier de l'établissement et accessoirement petit trafiquant, proxénète et pseudo caïd. Alors qu'elle se trouve un soir près du port, elle fait la connaissance de Francesco, vieil ami de Monsieur René et capitaine d'un navire marchand, dont elle tombe amoureuse.
Marco est en affaire avec un trafiquant mais n'arrive pas à trouver l'argent nécessaire à la transaction. Il presse Dédée de l'aider, ce qu'elle refuse malgré son attitude violente. De son côté, Francesco est en affaire avec Monsieur René, une affaire de cargaison dont on ne saura aucun détail mais qui est annoncée comme potentiellement dangereuse.
Après une nuit d'amour, les relations entre Dédée et Francesco se compliquent : ils s'avouent leur amour réciproque mais dans un premier temps, le marin ne veut pas s'engager, puis se ravise et lui propose de partir avec lui dès que « l'affaire » en cours sera conclue. Dédée annonce à Monsieur René son prochain départ de l'établissement. Malgré l'estime qu'il a pour elle, il n'oppose aucune objection à son départ et lui propose même de l'accompagner au bateau de Francesco quand l'affaire sera terminée. Dédée se demande comment va réagir Marco. Monsieur René se propose alors de régler le problème en le jetant dehors. Lors de l'explication musclée qu'ont les deux hommes, Monsieur René fait l'erreur d'indiquer que Dédée aime un autre homme.
Au port la transaction se termine, Dédée et Monsieur René s’apprêtent à rejoindre Francesco. C'est alors que Marco profite d'un moment d'isolement de Francesco pour l'abattre froidement. Quand Dédée et Monsieur René arrivent au lieu de rendez-vous, ils ne trouvent qu'un cadavre, mais l'arme du crime laissée sur place accuse Marco. Ils suivent sa trace dans la nuit d'Anvers, le récupèrent dans le hall de la gare, le jettent au milieu de la chaussée et l'écrasent avec la voiture.

## Fiche technique
- Titre : Dédée d'Anvers
- Réalisation : Yves Allégret, assisté de Pierre Léaud, Paul Feyder
- Scénario : d'après le roman Dédée d'Anvers d'Henri La Barthe (sous le pseudonyme d'Ashelbé), Editions du Rocher, Monaco, 1949.
- Adaptation : Jacques Sigurd, Yves Allégret
- Dialogue : Jacques Sigurd
- Directeur de la photographie : Jean Bourgoin
- Caméraman : Louis Stein
- Assistants-opérateurs : 1) Paul Rodier, René Castel
- Décors : Maurice Colasson, d'après les maquettes de Georges Wakhévitch, assisté de René Calviera
- Montage : Leonide Azar
- Maquillage : Constantin Safonoff, Jean Ulysse
- Ingénieur du son : Pierre-Louis Calvet (système sonore RCA)
- Musique : Jacques Besse (éditions Micro)
- Tournage : du 8 octobre 1947 au 17 janvier 1948 dans les studios Franstudio à Joinville-le-Pont
- Société de production : Les Films Sacha Gordine
- Producteur : Sacha Gordine
- Producteur associé : Michel Koustoff
- Directeurs de production : Claude Pessis, Jean Rossignol
- Régisseuse : Ludmilla Goulian, assistée de Julien Derode
- Sociétés de distribution : Discina (en salles, à l'origine), René Chateau Distribution (vidéo)
- Format : Noir et blanc — 35 mm — 1,37:1 — Son : Mono
- Genre : Film dramatique, Film noir
- Durée : 99 minutes (1 h 39)
- Date de sortie : 
  - France - 3 septembre 1948
- Visa d'exploitation : 6728 délivré 19 mai 1948. interdit aux moins de 16 ans.
- Affiches : René Péron, Bernard Lancy, Clément Hurel (France)

## Distribution
- Bernard Blier : René dit « Monsieur », le patron du bar à entraîneuses
- Simone Signoret : Dédée, une entraîneuse soutenue par Marco
- Marcello Pagliero : Francesco, le capitaine d'un cargo italien qui séduit Dédée
- Marcel Dalio : Marco, le portier du bar, souteneur de Dédée
- Jane Marken : Germaine, une entraîneuse du bar
- Marcel Dieudonné : Charles, le trafiquant
- Marcelle Arnold : Magda, l'entraîneuse au perroquet
- Monika Burg/Claude Farell : La prostituée allemande
- Mia Mendelson : Felice, la prostituée flamande
- Denise Clair :  La patronne d'un bistrot
- Gabriel Gobin : Paul, le serveur et cuisinier du bar
- Jo Van Cottom : Le diamantaire, client de Dédée (futur rédacteur en chef de "Ciné-revue")
- Michel Jourdan : ?
- Arsenio Freygnac : ?
- Maurice Petitpas : ?
- Fred Fisher : ?

## Production
- Le roman dont est inspiré le scénario, est de Henri La Barthe, auteur également de Pépé le Moko, film dans lequel jouait déjà Marcel Dalio.
- Yves Allégret s'est fortement inspiré du Quai des brumes de Marcel Carné pour retranscrire l'atmosphère nocturne du port. Il était le mari de Simone Signoret à l'époque du tournage et c'est avec ce film que la carrière de l'actrice a véritablement pu décoller.
- Dédée d'Anvers possède une trame assez classique dans son registre. On y retrouve une joyeuse compagnie de filles à matelots, un tenancier paternaliste, des clients saouls qui cherchent à être consolés, un petit truand d'une grande lâcheté et, bien sûr, un drame qui se met en place : amour, promesses, jalousie, tragédie, vengeance.
- Quelques audaces de réalisation doivent être notées : une course de Dédée en vue subjective dans un escalier, une rixe de marins plutôt onirique (après une bagarre à la fois extrêmement violente et plutôt molle, les marins battus se retrouvent pour ainsi dire crucifiés sur une grille) et, enfin, une conclusion sèche dans laquelle Dédée et Monsieur René, presque sans échanger un mot, accomplissent une vengeance qui ne les consolera de rien.
- L'équipe de tournage n'a jamais mis les pieds à Anvers, toute la réalisation ayant été effectuée en studio sur des décors de Maurice Colasson.